# Nabas
 Nabas  (en vascuence: Nabarzi) es una población y comuna francesa, en la región de Aquitania, departamento de Pirineos Atlánticos, en el distrito de Oloron-Sainte-Marie y cantón de Navarrenx.

## Demografía
| 314 | 288 | 295 | 283 | 312 | 297 | 294 | 298 | 299 | 278 | 257 | 244 | 281 | 300 | 288 | 252 | 248 | 240 | 283 | 270 | 237 | 211 | 192 | 195 | 174 | 179 | 184 | 165 | 140 | 124 | 115 | 113 | 110 |
| Para los censos de 1962 a 1999 la población legal corresponde a la población sin duplicidades (Fuente: INSEE [Consultar]) |     |     |     |     |     |     |     |     |     |     |     |     |     |     |     |     |     |     |     |     |     |     |     |     |     |     |     |     |     |     |     |     |

## Economía
La principal actividad es la agrícola (ganadería, pastos, policultivo,explotación agrícola).